# Кедр кіпрський
Кедр кіпрський (Cedrus brevifolia) — вид хвойних рослин роду кедр (Cedrus) родини соснові (Pinaceae).
Рослина є ендеміком острова Кіпр, де, переважно, росте у горах Троодос. Являє собою відносно невисоке дерево (до 12 м), значно більш низькорослий, ніж інші види кедра. На Кіпрі він також росте в горах разом з іншими деревами; в культурі зустрічається рідко, головним чином у ботанічних садах.